# Adam Andreas Marie van Rijsewijk

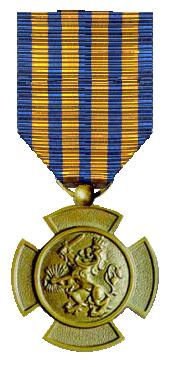
Bronzen Leeuw

Adam Andreas Marie van Rijsewijk, (Breda, 15 december 1919 – aldaar, 13 november 2000), was een Nederlandse verzetsstrijder tijdens de Tweede Wereldoorlog. André van Rijsewijk werd door het Bureau Inlichtingen (BI), in de nacht van 1 op 2 september 1944, in de omgeving van De Wijk, ten oosten van Meppel, boven Drenthe, geparachuteerd. Hij verzorgde het radiocontact tussen de Ordedienst (OD) en het BI en de Nederlandse regering in Londen. Na de bevrijding meldde hij zich terug bij het BI in Eindhoven.

## De reis naar Engeland
In 1943 week Van Rijsewijk uit naar Engeland. Via België, Frankrijk en de Pyreneeën bereikte hij Spanje. In Spanje werd hij door de Spaanse Guardia Civil gearresteerd en krijgsgevangen gemaakt. Na een verblijf van enkele maanden in Campo de Extranjeros in Miranda de Ebro, in de provincie Burgos vertrok hij via Madrid naar Portugal. In het Portugese havenplaatsje Vila Real de Santo António aan de Golf van Cádiz scheepte hij zich in op een gecamoufleerd Brits marineschip. Via Gibraltar voer het schip langs de kust van Noord-Afrika naar Engeland.

## In Engeland
Zoals alle Engelandvaarders die in Londen aankwamen werd hij in de Royal Victoria Patriotic School door de Security Service (MI-5) gescreend. Na de screening  volgde een verhoor door de Nederlandse Politie Buitendienst. Na vrijgave door de MI-5 en de Nederlandse Politie Buitendienst werd hij in Londen opgeleid tot agent van het Bureau Inlichtingen (BI). Het BI werkte nauw samen met de Engelse Secret Intelligence Service (SIS). Na zijn opleiding tot radiotelegrafist was hij gereed om boven bezet Nederland te worden geparachuteerd.

## Opdracht
Van Rijsewijk werd door het BI naar bezet Nederland gezonden om in de functie van radiotelegrafist/codist het radiocontact te verzorgen tussen de Ordedienst (OD), de agent Frans Theodoor Dijckmeester en het BI en de Nederlandse regering in Londen. Dijckmeester was door de minister-president Pieter Sjoerds Gerbrandy naar bezet Nederland gezonden om het Nederlands verzet te coördineren. 

## Plaats van tewerkstelling
In de nacht van 1 op 2 september 1944 landde Van Rijsewijk op een door Pierre Louis d'Aulnis de Bourouill aangegeven afwerpterrein tussen Meppel en De Wijk. De opvang van de agent gebeurde met een zogenaamd "ontvangstcomité". De ontvangstploeg bestond uit medewerkers van de Groep Packard die door d'Aulnis ter beschikking waren gesteld. Van Rijsewijk had zeven radio zend ontvangers uit Londen meegekregen. Drie daarvan waren bestemd voor de uitbreiding van de Groep Packard. 

## Het afwerpterrein
De lichtbakens die het afwerpterrein markeerden moesten steeds worden gedoofd aangezien er een Duits jachtvliegtuig boven het afwerpterrein heen en weer vloog. Toen het Engelse vrachtvliegtuig met daarin Van Rijsewijk aan kwam vliegen was het jachtvliegtuig verdwenen. Van Rijsewijk landde veilig op het afwerpterrein. 

## Een onderduik- en seinadres in Amsterdam
Via de agent Frans Theodoor Dijckmeester  werd Van Rijsewijk in Amsterdam op een onderduikadres ondergebracht. Vanuit zijn seinadres verzorgde hij het radiocontact tussen de OD, Frans Dijckmeester en het BI en de Nederlandse regering in Londen. Hij moest meerdere keren van onderduik- en seinadres veranderen. De peilwagens van de Sicherheitsdienst (SD) zaten hem vanaf zijn eerste radiocontact op de hielen. Tot de bevrijding van Nederland seinde hij zijn berichten door aan het BI. Na de bevrijding meldde hij zich bij het BI in Eindhoven terug. Tijdens zijn radiocontacten met het BI maakte Van Rijsewijk gebruik van de codenamen Kangeroo, Zwaardvisch en Piet Veltkamp. Tijdens zijn contacten in het veld gebruikte hij de schuilnamen Van Cuyk en P.J.M. van der Heyde.

## Onderscheidingen
- De Bronzen Leeuw, KB nr.8 van 30 augustus 1948.

drager van Bronzen kruis
Drager van het kruis van Verdienste
Drager van het ereteken voor orde en vrede
Drager van het oorlogsherinneringskruis
Drager van het King's Medal for Courage